# Ljubow Sergejewna Petrowa
Ljubow Sergejewna Petrowa (russisch Любовь Сергеевна Петрова, wiss. Transliteration Ljubov' Sergeevna Petrova; * 1. August 1984 in Nowouralsk) ist eine russische Biathletin.
Ljubow Petrowa gab ihr internationales Debüt 2003 im Rahmen des Junioren-Europacups. 2004 schaffte sie ein erstes einstelliges Ergebnis, 2005 eine erste Podestplatzierung. Bei den Junioren-Europameisterschaften 2005 in Nowosibirsk gewann Petrowa Bronze im Sprint, Silber in der Verfolgung und verpasste als Viertplatzierte im Einzel knapp eine dritte Medaille. Weniger erfolgreich verliefen kurz danach die Junioren-Weltmeisterschaften in Kontiolahti. Beste Ergebnisse wurden ein siebter Rang im Sprint und Platz neun in der Verfolgung.
2005 debütierte Petrowa in Obertilliach im Biathlon-Europacup der Frauen und wurde 29. des Einzels. Schon im dritten Rennen lief sie unter die besten Zehn, anschließend verpasste sie als Vierte knapp einen ersten Podestplatz. 2007 verpasste die Russin hinter Ute Niziak als Zweitplatzierte eines Einzels knapp ihren ersten Europacup-Sieg. Zum Auftakt der Saison 2007/08 wurde Petrowa erstmals für den Biathlon-Weltcup nominiert. Bei den Wettkämpfen in Kontiolahti lief sie auf Platz 46 im Einzel und 71 im Sprint. Erstes Großereignis bei den Frauen wurden die Biathlon-Europameisterschaften 2009 in Ufa, wo die Russin Dritte im Einzel wurde, Sechste im Sprint und Siebte in der Verfolgung. Mit der Staffel gewann sie zudem die Silbermedaille hinter dem Team aus der Ukraine.

## Biathlon-Weltcup-Platzierungen
Die Tabelle zeigt alle Platzierungen (je nach Austragungsjahr einschließlich Olympische Spiele und Weltmeisterschaften).
- 1.–3. Platz: Anzahl der Podiumsplatzierungen
- Top 10: Anzahl der Platzierungen unter den ersten zehn (einschließlich Podium)
- Punkteränge: Anzahl der Platzierungen innerhalb der Punkteränge (einschließlich Podium und Top 10)
- Starts: Anzahl gelaufener Rennen in der jeweiligen Disziplin

| Platzierung          | Einzel | Sprint | Verfolgung | Massenstart | Staffel | Gesamt |
| -------------------- | ------ | ------ | ---------- | ----------- | ------- | ------ |
| 1. Platz             |        |        |            |             |         |        |
| 2. Platz             |        |        |            |             |         |        |
| 3. Platz             |        |        |            |             |         |        |
| Top 10               |        |        |            |             |         |        |
| Punkteränge          |        |        |            |             |         |        |
| Starts               | 1      | 1      |            |             |         | 2      |
| Stand: 21. März 2009 |        |        |            |             |         |        |